# Campeonato Gaúcho de Futebol de 2023 - Série A2
O Campeonato Gaúcho de Futebol - Série A2 de 2023, oficialmente Gauchão Série A2 Esportes da Sorte 2023, por motivos de patrocínio da casa de apostas Esportes da Sorte, foi a 67ª edição do segundo nível do futebol gaúcho. A competição, organizada pela Federação Gaúcha de Futebol, teve início no dia 15 de abril e terminou no dia 27 de agosto.
A competição contará com a estreia do Monsoon, que foi campeão da Série B de 2022, equivalente ao terceiro nível do futebol gaúcho. e com a volta do Bagé, que não disputava a competição desde 2021.

## Regulamento
- Primeira Fase: As dezesseis equipes foram divididas em dois grupos, de acordo com a localização geográfica. As equipes enfrentam-se em turno e returno dentro do próprio grupo. As quatro primeiras classificam-se para a fase de Quartas de Final, enquanto as duas últimas colocadas (uma de cada grupo) serão rebaixadas para a Segunda Divisão em 2023.
- Quartas de Final: As quatro melhores equipes classificas em cada um dos dois grupos, enfrentam-se em cruzamento olímpico, em jogos de ida e volta com a vantagem de decidir em casa a equipe de melhor campanha, somando-se a este critério, a fase anterior.
- Semifinal: As quatro equipes vencedoras dos confrontos de quartas de final, enfrentam-se novamente em cruzamento olímpico, em jogos de ida e volta com a vantagem de decidir em casa e equipe de melhor campanha, somando-se a este critério, as fases anteriores. As duas equipes vencedoras da fase semifinal, estão automaticamente classificadas para a Primeira Divisão em 2024.
- Final: As duas equipes vencedoras dos confrontos da semifinal, enfrentam-se em jogos de ida e volta com a vantagem de decidir em casa a equipe de melhor campanha, somando-se a este critério, as fases anteriores.[5]

### Critérios de desempate
Em caso de igualdade no número de pontos ganhos ao final de cada rodada, serão aplicados o seguintes critérios técnicos:
1. Maior número de vitórias;
2. Maior saldo de gols;
3. Maior número de gols pró;
4. Menor número de cartões vermelhos recebidos;
5. Menor número de cartões amarelos recebidos;

## Primeira fase

### Grupo A
Atualizado até os jogos do dia 16 de julho. Fonte: 
O Tupi foi punido pelo TJD com a perda de 6 pontos pela escalação irregular do atleta Matheus Velasque, na partida contra o Brasil de Farroupilha, pela 5ª rodada. Fonte:

#### Confrontos
| Mandante \| Visitante | BRA | GAU | GLO | MON | PAS | TUP | UFR | VER |
| --------------------- | --- | --- | --- | --- | --- | --- | --- | --- |
| Brasil de Farroupilha | —   | 2–1 | 5–1 | 0–1 | 1–0 | 1–1 | 3–0 | 1–2 |
| Gaúcho                | 0–1 | —   | 2–1 | 1–0 | 0–1 | 3–0 | 0–1 | 2–0 |
| Glória                | 1–0 | 1–0 | —   | 0–2 | 0–0 | 1–0 | 0–0 | 2–1 |
| Monsoon               | 3–0 | 2–1 | 0–2 | —   | 0–0 | 1–0 | 1–0 | 1–0 |
| Passo Fundo           | 2–1 | 0–1 | 1–0 | 0–0 | —   | 1–2 | 2–1 | 1–3 |
| Tupi-RS               | 2–1 | 2–0 | 1–1 | 1–2 | 1–1 | —   | 1–0 | 0–2 |
| União Frederiquense   | 0–1 | 3–1 | 1–0 | 2–3 | 2–1 | 2–1 | —   | 1–1 |
| Veranópolis           | 0–0 | 0–2 | 3–2 | 1–2 | 0–1 | 1–0 | 3–4 | —   |

Em vermelho, os jogos da próxima rodada
Em negrito, os jogos clássicos.
| Vitória do mandante | Vitória do visitante | Empate |

### Grupo B
Atualizado até os jogos do dia 16 de julho. Fonte: 

O Inter-SM foi punido pelo TJD com a perda de 3 pontos pela escalação irregular do atleta Wilson Júnior, na partida contra o Santa Cruz, pela 10ª rodada. Fonte:

#### Confrontos
| Mandante \| Visitante | BAG | GVA | GBA | ISM | LAJ | PEL | SAN | SGA |
| --------------------- | --- | --- | --- | --- | --- | --- | --- | --- |
| Bagé                  | —   | 1–1 | 0–1 | 3–1 | 1–1 | 1–0 | 1–4 | 1–0 |
| Guarani-VA            | 2–2 | —   | 1–2 | 1–2 | 2–0 | 0–1 | 0–1 | 0–1 |
| Guarany de Bagé       | 2–2 | 3–0 | —   | 2–1 | 0–0 | 0–0 | 0–0 | 1–0 |
| Inter de Santa Maria  | 1–1 | 1–0 | 1–1 | —   | 1–0 | 0–0 | 1–2 | 1–0 |
| Lajeadense            | 3–0 | 0–0 | 2–0 | 1–0 | —   | 1–0 | 0–1 | 0–0 |
| Pelotas               | 0–1 | 4–0 | 2–1 | 0–0 | 1–3 | —   | 1–0 | 1–0 |
| Santa Cruz            | 0–1 | 4–0 | 0–0 | 2–2 | 2–0 | 1–1 | —   | 1–1 |
| São Gabriel           | 2–1 | 2–1 | 1–2 | 0–0 | 1–1 | 0–0 | 1–2 | —   |

Em vermelho, os jogos da próxima rodada
Em negrito, os jogos clássicos.
| Vitória do mandante | Vitória do visitante | Empate |

### Desempenho por rodada
Liderança
Aqui estão os clubes que terminaram na liderança ao final de cada rodada.
|         | 1   | 2   | 3   | 4   | 5   | 6   | 7   | 8   | 9   | 10  | 11  | 12  | 13  | 14  |     |
| Grupo A | VER | MON | MON | MON | MON | MON | MON | MON | MON | MON | MON | MON | MON | MON |     |
| Grupo B | LAJ | GBA | GBA | GBA | GBA | LAJ | GBA | SCR | SCR | SCR | SCR | SCR | SCR | SCR | SCR |

Lanterna
Aqui estão os clubes que terminaram em último ao final de cada rodada.
|         | 1   | 2   | 3   | 4   | 5   | 6   | 7   | 8   | 9   | 10  | 11  | 12  | 13  | 14  |
| Grupo A | TUP | GAU | GAU | GLO | GAU | VER | VER | VER | VER | VER | VER | TUP | TUP | TUP |
| Grupo B | BAG | BAG | GVA | GVA | GVA | GVA | GVA | GVA | GVA | GVA | GVA | GVA | GVA | GVA |

## Fase final
Em itálico, as equipes que possuem o mando de campo no primeiro jogo. Em negrito, os classificados.
|  | Quartas de final      | Quartas de final | Quartas de final | Quartas de final |       |               | Semifinais        | Semifinais        | Semifinais        | Semifinais        |  |               | Final             | Final             | Final             | Final             |  |  |
|  | 23 e 30 de julho      | 23 e 30 de julho | 23 e 30 de julho | 23 e 30 de julho |       |               | 06 e 13 de agosto | 06 e 13 de agosto | 06 e 13 de agosto | 06 e 13 de agosto |  |               | 20 e 27 de agosto | 20 e 27 de agosto | 20 e 27 de agosto | 20 e 27 de agosto |  |  |
|  |                       |                  |                  |                  |       |               |                   |                   |                   |                   |  |               |                   |                   |                   |                   |  |  |
|  | Santa Cruz-RS         | 0                | 2                | 2                |       |               |                   |                   |                   |                   |  |               |                   |                   |                   |                   |  |  |
|  | Passo Fundo           | 1                | 0                | 1                |       |               |                   |                   |                   |                   |  |               |                   |                   |                   |                   |  |  |
|  | Passo Fundo           | 1                | 0                | 1                |       | Santa Cruz-RS | 1                 | 1                 | 2                 |                   |  |               |                   |                   |                   |                   |  |  |
|  |                       |                  |                  |                  |       | Santa Cruz-RS | 1                 | 1                 | 2                 |                   |  |               |                   |                   |                   |                   |  |  |
|  |                       | Lajeadense       | 1                | 0                | 1     |               |                   |                   |                   |                   |  |               |                   |                   |                   |                   |  |  |
|  | Brasil de Farroupilha | Lajeadense       | 1                | 0                | 1     | 0             | 0                 | 0                 |                   |                   |  |               |                   |                   |                   |                   |  |  |
|  | Brasil de Farroupilha |                  |                  |                  |       | 0             | 0                 | 0                 |                   |                   |  |               |                   |                   |                   |                   |  |  |
|  | Lajeadense            | 1                | 0                | 1                |       |               |                   |                   |                   |                   |  |               |                   |                   |                   |                   |  |  |
|  | Lajeadense            | 1                | 0                | 1                |       |               |                   |                   |                   |                   |  | Santa Cruz-RS | 0                 | 1                 | 1 (5)             |                   |  |  |
|  |                       |                  |                  |                  |       |               |                   |                   |                   |                   |  | Santa Cruz-RS | 0                 | 1                 | 1 (5)             |                   |  |  |
|  |                       | Guarany de Bagé  | 0                | 1                | 1 (4) |               |                   |                   |                   |                   |  |               |                   |                   |                   |                   |  |  |
|  | Monsoon               | Guarany de Bagé  | 0                | 1                | 1 (4) | 0             | 1                 | 1 (4)             |                   |                   |  |               |                   |                   |                   |                   |  |  |
|  | Monsoon               |                  |                  |                  |       | 0             | 1                 | 1 (4)             |                   |                   |  |               |                   |                   |                   |                   |  |  |
|  | Pelotas               | 1                | 0                | 1 (3)            |       |               |                   |                   |                   |                   |  |               |                   |                   |                   |                   |  |  |
|  | Pelotas               | 1                | 0                | 1 (3)            |       | Monsoon       | 0                 | 0                 | 0                 |                   |  |               |                   |                   |                   |                   |  |  |
|  |                       |                  |                  |                  |       | Monsoon       | 0                 | 0                 | 0                 |                   |  |               |                   |                   |                   |                   |  |  |
|  |                       | Guarany de Bagé  | 1                | 0                | 1     |               |                   |                   |                   |                   |  |               |                   |                   |                   |                   |  |  |
|  | Guarany de Bagé       | Guarany de Bagé  | 1                | 0                | 1     | 1             | 1                 | 2                 |                   |                   |  |               |                   |                   |                   |                   |  |  |
|  | Guarany de Bagé       |                  |                  |                  |       | 1             | 1                 | 2                 |                   |                   |  |               |                   |                   |                   |                   |  |  |
|  | União Frederiquense   | 1                | 0                | 1                |       |               |                   |                   |                   |                   |  |               |                   |                   |                   |                   |  |  |

### Quartas de Final
Jogos de Ida
| 23 de julho | Pelotas         | 1 – 0 | Monsoon | Pelotas               |  |
| 15:00       | Tony Júnior 26' |       |         | Estádio: Boca do Lobo |  |

| 23 de julho | Passo Fundo     | 1 – 0 | Santa Cruz-RS | Passo Fundo                 |  |
| 15:00       | Daniel Cruz 52' |       |               | Estádio: Vermelhão da Serra |  |

| 23 de julho | Lajeadense | 1 – 0 | Brasil de Farroupilha | Lajeado                   |  |
| 15:00       | Alan 65'   |       |                       | Estádio: Estádio Alviazul |  |

| 23 de julho | União Frederiquense | 1 – 1 | Guarany de Bagé   | Frederico Westphalen |  |
| 15:00       | Marcio Júnior 78'   |       | Lucas Silva 45+5' | Estádio: Arena União |  |

Jogos de Volta
| 30 de julho | Guarany de Bagé    | 1 – 0 | União Frederiquense | Bagé                    |  |
| 15:00       | Vitor Oliveira 72' |       |                     | Estádio: Estrela D'Alva |  |

| 30 de julho | Santa Cruz-RS                   | 2 – 0 | Passo Fundo | Santa Cruz do Sul             |  |
| 15:00       | Eduardo Júnior 26' · Pepeto 94' |       |             | Estádio: Estádio dos Plátanos |  |

| 30 de julho | Brasil de Farroupilha | 0 – 0 | Lajeadense | Farroupilha           |  |
| 15:00       |                       |       |            | Estádio: Castanheiras |  |

| 30 de julho | Monsoon            | (4) 1 – 0 (3) | Pelotas | Bento Gonçalves                |  |
| 15:00       | Wagner Freitas 50' |               |         | Estádio: Montanha dos Vinhedos |  |

|                                                              |       | Penalidades                                                     |  |
| Tcharles Julinho Jessé Ramon Wagner Gabriel Soares Joãozinho | 4 − 3 | Vitor Junior Tony Junior Germano Walter Jacone Escobar Heverton |  |

### Semifinal
Jogos de Ida
| 06 de agosto | Guarany de Bagé | 1 – 0 | Monsoon | Bagé                    |  |
| 15:00        | Lucão 84'       |       |         | Estádio: Estrela D'Alva |  |

| 06 de agosto | Lajeadense | 1 – 1 | Santa Cruz-RS | Lajeado                   |  |
| 15:00        | Edson 18'  |       | Pepeto 80'    | Estádio: Estádio Alviazul |  |

Jogos de Volta
| 13 de agosto | Monsoon | 0 – 0 | Guarany de Bagé | Bento Gonçalves                |  |
| 15:00        |         |       |                 | Estádio: Montanha dos Vinhedos |  |

| 13 de agosto | Santa Cruz-RS      | 1 – 0 | Lajeadense | Santa Cruz do Sul             |  |
| 15:00        | Eduardo Júnior 71' |       |            | Estádio: Estádio dos Plátanos |  |

### Final
Jogo de Ida
| 20 de agosto | Guarany de Bagé | 0 – 0 | Santa Cruz-RS | Bagé                    |  |
| 15:00        |                 |       |               | Estádio: Estrela D'Alva |  |

Jogo de Volta
| 27 de agosto | Santa Cruz-RS | (5) 1 – 1 (4) | Guarany de Bagé     | Santa Cruz do Sul             |  |
| 11:00        | Leylon 75'    |               | Allan Christian 83' | Estádio: Estádio dos Plátanos |  |

|                                                    |       | Penalidades                                      |  |
| Uillian Correia João Pedro Leylon Eduardo Maurício | 5 − 4 | Arisson Jeferson Léo Santos Saulo Cristian Lessa |  |

## Premiação
| Campeonato Gaúcho de 2023 - Série A2 |
| ------------------------------------ |
| Santa Cruz-RS Campeão (1.º título)   |

## Estatísticas

### Artilharia
Atualizado em 13 de agosto de 2023.
| Gols | Jogador      | Equipe                |
| ---- | ------------ | --------------------- |
| 7    | Eduardo      | Santa Cruz-RS         |
| 5    | Gabriel      | Gaúcho                |
| 5    | Jean Roberto | Bagé                  |
| 5    | Romário      | Glória                |
| 5    | Vitor Barros | São Gabriel           |
| 4    | Alex         | Monsoon               |
| 4    | Alfredo      | Veranópolis           |
| 4    | Marcos Paulo | Guarany de Bagé       |
| 4    | Mauricio     | Brasil de Farroupilha |
| 4    | Vitor        | Monsoon               |

### Dados disciplinares
| Clube                 | Jogos | Penalizado com cartão amarelo | Expulso |
| --------------------- | ----- | ----------------------------- | ------- |
| Guarany de Bagé       | 20    | 72                            | 5       |
| Santa Cruz-RS         | 20    | 68                            | 9       |
| Lajeadense            | 18    | 89                            | 7       |
| Monsoon               | 18    | 65                            | 5       |
| Passo Fundo           | 16    | 74                            | 7       |
| União Frederiquense   | 16    | 69                            | 5       |
| Brasil de Farroupilha | 16    | 61                            | 4       |
| Pelotas               | 16    | 59                            | 5       |
| Tupi                  | 14    | 59                            | 9       |
| Bagé                  | 14    | 58                            | 8       |
| Veranópolis           | 14    | 56                            | 5       |
| Gaúcho                | 14    | 52                            | 8       |
| Glória                | 14    | 51                            | 7       |
| São Gabriel           | 14    | 50                            | 7       |
| Inter de Santa Maria  | 14    | 49                            | 5       |
| Guarani-VA            | 14    | 41                            | 4       |

## Classificação geral
O Inter-SM foi punido pelo TJD com a perda de 3 pontos pela escalação irregular do atleta Wilson Júnior, na partida contra o Santa Cruz, pela 10ª rodada. Fonte: 

O Tupi foi punido pelo TJD com a perda de 6 pontos pela escalação irregular do atleta Matheus Velasque, na partida contra o Brasil de Farroupilha, pela 5ª rodada. Fonte: